# Caroline Prisse
Caroline E. Prisse (nascida em 1969) é uma artista holandesa que trabalha com vidro. O seu trabalho encontra-se incluído na colecção do Corning Museum of Glass.

## Biografia
Prisse nasceu na Bélgica, estudou artes visuais e depois artes com vidro na Gerrit Rietveld Academie em Amesterdão, Holanda. Expôs no Musee Wurth Strassbourg e no Gemeentemuseum Den Haag.
Prisse ocupou o cargo de directora de treino com vidro na Gerrit Rietveld Academie e de 2014 a 2018 foi directora do Van Tetterode Glass Studio em Amesterdão.